# Сторожевой (эсминец, 1906)
«Сторожевой» — эскадренный миноносец (контрминоносец) типа «Деятельный».

## История строительства
Эскадренный миноносец заложен в начале 1905 года на стапеле «Невского судомеханического завода» в Санкт-Петербурге по заказу Морского ведомства России. 2 (15) апреля 1905 года зачислен в списки судов Балтийского флота, спущен на воду 11 (24) августа 1905 года, вступил в строй 15 (28) декабря 1907 года. 27 сентября (10 октября) 1907 года официально причислен к подклассу эскадренных миноносцев.

## История службы
В 1911—1912 годах «Сторожевой» прошёл капитальный ремонт. Принимал участие в Первой мировой войне, участвовал в обороне Рижского залива, нёс дозорную и конвойную службу, выставлял минные заграждения в Моонзундском заливе. Принимал участие в Ирбенской (1915) и Моонзундской (1917) операциях. Участвовал в Февральской революции. С 25 октября (7 ноября) 1917 года в составе Красного Балтийского флота. В период с 10 по 19 апреля 1918 года совершил переход из Гельсингфорса в Кронштадт.
С 1 июля по 15 октября 1919 года «Сторожевой» входил в состав Онежской военной флотилии. 20 октября этого же года эсминец был отправлен по Мариинской водной системе из Петрограда на Волгу, 3 декабря прибыл в Астрахань и вошёл в состав Волжско-Каспийской военной флотилии. 5 июля 1920 вошёл в состав Морских сил Каспийского моря. В декабре 1920 принимал участие в боевых действиях в районе Ленкорани. В 1922 году выведен из боевого состава, разоружён и сдан Бакинскому военному порту на хранение. 21 ноября 1925 года исключён из списков кораблей РККФ в связи с передачей Комгосфондов для разоружения, демонтажа и разделки на металл.